# .tj
.tj là tên miền quốc gia cấp cao nhất (ccTLD) của Tajikistan. Đăng ký được thực hiện trực tiếp thông qua nhà đăng ký ủy quyền.
- Những tên miền cấp 2 sau có sẵn để đăng ký: ac.tj aero.tj biz.tj co.tj com.tj coop.tj dyn.tj edu.tj go.tj gov.tj info.tj int.tj mil.tj museum.tj my.tj name.tj net.tj org.tj per.tj pro.tj tj web.tj